# Saison 1 de Witches of East End
Chronologie
Saison 2 de Witches of East End
Cet article présente les treize épisodes de la première saison de la série télévisée américaine Witches of East End diffusée pour la première fois sur Lifetime du 6 octobre au 15 décembre 2013, le dimanche à 22 h.

## Synopsis
La famille Beauchamp est composée de quatre femmes extrêmement puissantes : la redoutable matriarche, Joanna, ses deux filles, Ingrid, le rat de bibliothèque et Freya, barmaid, et pour finir la sœur de Joanna, Wendy. Freya, fiancée à Dash, rêve nuit après nuit d'un inconnu et de sa relation passionnelle. Elle découvre le jour de l'annonce de leurs fiançailles que ce bel inconnu est Killian, le frère de Dash avec lequel il est en froid. Freya découvre que Killian rêve aussi d'elle et qu'il est passionnément amoureux d'elle.
Après une fête, Joanna est accusée de meurtre. Le retour de la sœur en exil, prévient Joanna qu'un ancien ennemi a décidé de la détruire elle et ses deux filles. Wendy convainc sa sœur d'annoncer aux filles leur vraie nature magique : ce sont de puissantes sorcières immortelles et une malédiction pèse sur la famille.
En plus de leurs pouvoirs magiques basiques, tels que psychokinèse, pyrokinésie, Freya et Ingrid sont chacune douée pour un domaine. Freya tire ses pouvoirs de son cœur et est extrêmement douée pour les potions et philtres en tout genre. Tandis qu'Ingrid tire ses pouvoirs de son intellect et serait douée pour les sortilèges.
Wendy, la sœur de Joanna, est aussi une sorcière séduisante et drôle, capable de se transformer en chat.
Tout en tentant de protéger la vie de ses filles, Joanna, avec l'aide de sa sœur, essaie de découvrir qui est ce puissant ennemi qui en a après elles. Freya se débat dans son triangle amoureux.

## Généralités
- Aux États-Unis, cette saison a été diffusée entre le 6 octobre 2013 et le 15 décembre 2013 sur Lifetime.
- En France, elle a été diffusée entre le 6 mai 2014 et le 27 mai 2014 sur 6ter ;
- Au Québec, elle est diffusée à partir du 26 août 2014 sur Ztélé[2].

## Distribution

### Acteurs principaux
- Julia Ormond (V. F. : Caroline Beaune) : Joanna Beauchamp
- Jenna Dewan (V. F. : Anouck Hautbois) : Freya Beauchamp, fille de Joanna
- Rachel Boston (V. F. : Marie Diot) : Ingrid Beauchamp, fille de Joanna
- Eric Winter (V. F. : Cédric Dumond) : Dash Gardiner, fiancé de Freya
- Daniel DiTomasso (V. F. : Anatole de Bodinat) : Killian Gardiner, frère de Dash - l'homme des rêves de Freya
- Mädchen Amick (V. F. : Anne Rondeleux) : Wendy Beauchamp, sœur de Joanna

### Acteurs secondaires
- Virginia Madsen (V. F. : Martine Irzenski) : Penelope Gardiner, mère de Dash
- Tom Lenk (V. F. : Jean-Marco Montalto) : Hudson Rafferty, meilleur ami gay d'Ingrid
- Jason George (V. F. : Denis Laustriat) : Adam Noble, lieutenant de police
- Kellee Stewart (en) (V. F. : Alexandra Garijo) : Barbara, collègue et amie d'Ingrid
- Anthony Lemke (V. F. : Éric Aubrahn) : Harrison Welles, avocat de Joanna
- Gillian Barber (V. F. : Marie-Martine) : Maura Thatcher, une victime
- Joel Gretsch (V. F. : Arnaud Arbessier) : Victor Beauchamp, mari de Joanna
- Tiya Sircar (V. F. : Olivia Luccioni) : Amy Matthews
- Enver Gjokaj (V. F. : Jérémy Prévost) : Mike
- Freddie Prinze, Jr. (V. F. : Pierre Tessier) : Léo Wingate, un ami de Wendy
- Kaitlin Doubleday (V.F. : Noémie Orphelin) : Elyse

## Liste des épisodes

### Épisode 1:Immortelles
- États-Unis : 3 octobre 2013 sur Lifetime[3]
- France : 6 mai 2014 sur 6ter[4]
- Québec : 26 août 2014 sur Ztélé
- Suisse : 8 décembre 2014 sur RTS Un[5]

- États-Unis : 1,93 million de téléspectateurs[6] (première diffusion)
- France : 256 000 téléspectateurs[7] (première diffusion)
- Québec : 176 000 téléspectateurs[8] (première diffusion)

### Épisode 2:Le coffre magique
- États-Unis : 13 octobre 2013 sur Lifetime
- France : 6 mai 2014 sur 6ter
- Québec : 2 septembre 2014 sur Ztélé
- Suisse : 15 décembre 2014 sur RTS Un

- États-Unis : 1,93 million de téléspectateurs[9] (première diffusion)
- France : 200 000 téléspectateurs[7] (première diffusion)

### Épisode 3:Sortilèges et conséquences
- États-Unis : 20 octobre 2013 sur Lifetime
- France : 6 mai 2014 sur 6ter
- Québec : 9 septembre 2014 sur Ztélé
- Suisse : 22 décembre 2014 sur RTS Un

- États-Unis : 1,70 million de téléspectateurs[10] (première diffusion)
- France : 200 000 téléspectateurs[7] (première diffusion)

### Épisode 4:Talisman, mode d'emploi
- États-Unis : 27 octobre 2013 sur Lifetime
- France : 13 mai 2014 sur 6ter
- Québec : 16 septembre 2014 sur Ztélé
- Suisse : 12 janvier 2015 sur RTS Un

- États-Unis : 1,83 million de téléspectateurs[11] (première diffusion)
- France : 150 000 téléspectateurs[12] (première diffusion)

### Épisode 5:Alchimie électrique
- États-Unis : 3 novembre 2013 sur Lifetime
- France : 13 mai 2014 sur 6ter
- Québec : 23 septembre 2014 sur Ztélé
- Suisse : 19 janvier 2015 sur RTS Un

- États-Unis : 1,60 million de téléspectateurs[13] (première diffusion)
- France : 140 000 téléspectateurs[12] (première diffusion)

### Épisode 6:Potentia Noctis
- États-Unis : 10 novembre 2013 sur Lifetime
- France : 13 mai 2014 sur 6ter
- Québec : 30 septembre 2014 sur Ztélé
- Suisse : 26 janvier 2015 sur RTS Un

- États-Unis : 1,46 million de téléspectateurs[14] (première diffusion)
- France : 150 000 téléspectateurs[12] (première diffusion)

### Épisode 7:À la poursuite du serpent d'or
- États-Unis : 17 novembre 2013 sur Lifetime
- France : 20 mai 2014 sur 6ter
- Québec : 7 octobre 2014 sur Ztélé
- Suisse : 2 février 2015 sur RTS Un

- États-Unis : 1,62 million de téléspectateurs[15] (première diffusion)
- France : 130 000 téléspectateurs[12] (première diffusion)

### Épisode 8:Les portes d'Asgard
- États-Unis : 24 novembre 2013 sur Lifetime
- France : 20 mai 2014 sur 6ter
- Québec : 14 octobre 2014 sur Ztélé
- Suisse : 9 février 2015 sur RTS Un

- États-Unis : 1,51 million de téléspectateurs[16] (première diffusion)
- France : 130 000 téléspectateurs[12] (première diffusion)

### Épisode 9:Les liens du sang
- États-Unis : 1er décembre 2013 sur Lifetime
- France : 27 mai 2014 sur 6ter
- Québec : 21 octobre 2014 sur Ztélé
- Suisse : 16 février 2015 sur RTS Un

- États-Unis : 1,40 million de téléspectateurs[17] (première diffusion)
- France : 190 000 téléspectateurs[12] (première diffusion)

### Épisode 10:Mauvais présages
- États-Unis : 15 décembre 2013 sur Lifetime[18]
- France : 27 mai 2014 sur 6ter
- Québec : 28 octobre 2014 sur Ztélé
- Suisse : 23 février 2015 sur RTS Un

- États-Unis : 1,74 million de téléspectateurs[19] (première diffusion)
- France : 240 000 téléspectateurs[12] (première diffusion)